# Liste der Baudenkmäler in Geldern
Die Liste der Baudenkmäler in Geldern enthält die denkmalgeschützten Bauwerke auf dem Gebiet der Stadt Geldern im Kreis Kleve in Nordrhein-Westfalen (Stand: September 2011). Diese Baudenkmäler sind in der Denkmalliste der Stadt Geldern eingetragen; Grundlage für die Aufnahme ist das Denkmalschutzgesetz Nordrhein-Westfalen (DSchG NRW).

| Bild                                     | Bezeichnung                                 | Lage                                                   | Beschreibung | Bauzeit | Eingetragen seit | Denkmal- nummer |
| ---------------------------------------- | ------------------------------------------- | ------------------------------------------------------ | ------------ | ------- | ---------------- | --------------- |
| weitere Bilder                           | Schloss Haag                                | Kapellen Bartelter Weg 4 Karte                         |              |         |                  | GE10001         |
| Katholische Wallfahrtskapelle St. Maria  | Katholische Wallfahrtskapelle St. Maria     | Kapellen Aengenesch Karte                              |              |         |                  | GE10002         |
| weitere Bilder                           | Bahnhof                                     | Geldern Köln-Mindener-Bahn 34 Karte                    |              |         |                  | GE10003         |
| BW                                       | Bauernhof                                   | Pont Steinstraße 9 Karte                               |              |         |                  | GE10004         |
| BW                                       | Haus Südwall 41                             | Geldern Südwall 41 Karte                               |              |         |                  | GE10005         |
| BW                                       | Haus Steprath                               | Walbeck Am Bröckelken 35 Karte                         |              |         |                  | GE10006         |
| BW                                       | Haus Markt 25 – Stadtwerke                  | Geldern Markt 25 Karte                                 |              |         |                  | GE10007         |
| BW                                       | Pastorat, altes                             | Veert Kirchstraße 19 Karte                             |              |         |                  | GE10008         |
| Bürgermeisterei, alte                    | Bürgermeisterei, alte                       | Walbeck Walbecker Straße 1 Karte                       |              |         |                  | GE10009         |
| Landratsamt                              | Landratsamt                                 | Geldern Issumer Tor 36 Karte                           |              |         |                  | GE10010         |
| Kapuzinerkirche                          | Kapuzinerkirche                             | Geldern Kapuzinerstraße 32 Karte                       |              |         |                  | GE10011         |
| weitere Bilder                           | Katholische Pfarrkirche St. Maria Magdalena | Geldern Kirchplatz 11 Karte                            |              |         |                  | GE10012         |
| BW                                       | Cornelissenhof                              | Pont Engelenweg 46 Karte                               |              |         |                  | GE10013         |
| BW                                       | Windmühle                                   | Geldern Lessingstraße 12 Karte                         |              |         |                  | GE10014         |
| BW                                       | Haus Ingenray                               | Pont Möhlendyck 22 Karte                               |              |         |                  | GE10015         |
| BW                                       | Windmühle                                   | Vernum Poelycker Weg 10 Karte                          |              |         |                  | GE10016         |
| Magazin                                  | Magazin                                     | Geldern Ostwall 30 Karte                               |              |         |                  | GE10017         |
| BW                                       | Mühlenturm                                  | Geldern Am Mühlenturm 1 Karte                          |              |         |                  | GE10018         |
| BW                                       | Kasematten                                  | Geldern Am Mühlenturm 1 Karte                          |              |         |                  | GE10019         |
| BW                                       | Haus Grotelaers                             | Vernum Duisburger Straße 52, 54, 72 Karte              |              |         |                  | GE10020         |
| Heilig-Geist-Kirche                      | Heilig-Geist-Kirche                         | Geldern Gelderstraße 1 Karte                           |              |         |                  | GE10021         |
| BW                                       | Campsches Haus                              | Geldern Haagscher Weg 10, 12 Karte                     |              |         |                  | GE10022         |
| Pfarrkirche                              | Pfarrkirche                                 | Kapellen Kapellener Markt 1 Karte                      |              |         |                  | GE10023         |
| BW                                       | Beerenbroeck                                | Kapellen Beerenbrouckstraße 62 Karte                   |              |         |                  | GE10024         |
| BW                                       | Finkenhorst                                 | Kapellen Finkenhorster Weg 6 Karte                     |              |         |                  | GE10025         |
| Pfarrkirche St. Martin                   | Pfarrkirche St. Martin                      | Veert Schulstraße 1 Karte                              |              |         |                  | GE10026         |
| BW                                       | Meybroeckshof                               | Veert Wettener Straße 76 Karte                         |              |         |                  | GE10027         |
| Haus Gelderstr. 12                       | Haus Gelderstr. 12                          | Geldern Gelderstraße 12 Karte                          |              |         |                  | GE10028         |
| Pfarrkirche Nikolaus                     | Pfarrkirche Nikolaus                        | Walbeck Luciastraße 1 Karte                            |              |         |                  | GE10029         |
| BW                                       | Heitkampshof                                | Kapellen Bartelter Weg 50 Karte                        |              |         |                  | GE10030         |
| BW                                       | Forsthaus                                   | Kapellen Bartelter Weg 15 Karte                        |              |         |                  | GE10031         |
| weitere Bilder                           | Haus Diesdonk                               | Pont Venloer Straße 61 Karte                           |              |         |                  | GE10032         |
| Haagsches Haus                           | Haagsches Haus                              | Kapellen Lange Straße 34 Karte                         |              |         |                  | GE10033         |
| Haus Issumer Str. 64 – Goldschmiede      | Haus Issumer Str. 64 – Goldschmiede         | Geldern Issumer Straße 64 Karte                        |              |         |                  | GE10034         |
| Postamt                                  | Postamt                                     | Geldern Bahnhofstraße 24, 26, 28, 30 Karte             |              |         |                  | GE10035         |
| Windmühle Veert                          | Windmühle Veert                             | Veert Utrechter Straße 12 Karte                        |              |         |                  | GE10036         |
| BW                                       | Haus Lange Str. 38                          | Kapellen Lange Straße 38 Karte                         |              |         |                  | GE10037         |
| BW                                       | Heiligenhäuschen                            | Kapellen Beerenbrouckstraße 40 Karte                   |              |         |                  | GE10038         |
| Haus Lange Str. 24                       | Haus Lange Str. 24                          | Kapellen Lange Straße 24 Karte                         |              |         |                  | GE10039         |
| BW                                       | Beurskenshof                                | Veert Beurskensweg 1 Karte                             |              |         |                  | GE10040         |
| BW                                       | Boekelter Schule                            | Kapellen Zur Boeckelt 53 Karte                         |              |         |                  | GE10041         |
| Haus Lange Str. 22                       | Haus Lange Str. 22                          | Kapellen Lange Straße 22 Karte                         |              |         |                  | GE10042         |
| Haus Issumer Tor 45                      | Haus Issumer Tor 45                         | Geldern Issumer Tor 45 Karte                           |              |         |                  | GE10043         |
| Haus Am Mühlenwasser 1                   | Haus Am Mühlenwasser 1                      | Kapellen Am Mühlenwasser 1 Karte                       |              |         |                  | GE10044         |
| Hofanlage                                | Hofanlage                                   | Kapellen Kapellener Markt 24 Karte                     |              |         |                  | GE10045         |
| Hotel "Zum Schwan"                       | Hotel "Zum Schwan"                          | Kapellen Lange Straße 31 Karte                         |              |         |                  | GE10046         |
| Haus Lange Str. 19                       | Haus Lange Str. 19                          | Kapellen Lange Straße 19 Karte                         |              |         |                  | GE10047         |
| Haus Kapellener Markt 10                 | Haus Kapellener Markt 10                    | Kapellen Kapellener Markt 10 Karte                     |              |         |                  | GE10048         |
| Haus Kapellener Markt 13                 | Haus Kapellener Markt 13                    | Kapellen Kapellener Markt 13 Karte                     |              |         |                  | GE10049         |
| Haus St.-Bernhardin-Str. 8               | Haus St.-Bernhardin-Str. 8                  | Kapellen St.-Bernardin-Straße 8 Karte                  |              |         |                  | GE10050         |
| weitere Bilder                           | Haus Langendonk                             | Kapellen Langendonker Weg 25 Karte                     |              |         |                  | GE10051         |
| BW                                       | Kokermühle                                  | Walbeck Kokerweg 18 Karte                              |              |         |                  | GE10052         |
| weitere Bilder                           | Steprather Mühle – Bärenwindmühle           | Walbeck Schmalkuhler Weg 5 Karte                       |              |         |                  | GE10053         |
| BW                                       | Hauptzollamt                                | Veert Harttor 44 Karte                                 |              |         |                  | GE10054         |
| Kapelle: St. Anronius                    | Kapelle: St. Anronius                       | Walbeck Genieler Straße 71 Karte                       |              |         |                  | GE10055         |
| BW                                       | Kapelle: Kl. Kevelaer                       | Veert Tombergsweg 15 Karte                             |              |         |                  | GE10056         |
| Haus Kapellener Markt 15                 | Haus Kapellener Markt 15                    | Kapellen Kapellener Markt 15 Karte                     |              |         |                  | GE10057         |
| Haus Kapellener Markt 11                 | Haus Kapellener Markt 11                    | Kapellen Kapellener Markt 11 Karte                     |              |         |                  | GE10058         |
| BW                                       | Kapelle                                     | Kapellen Wertmannsweg Karte                            |              |         |                  | GE10059         |
| Haus Kapellener Markt 8                  | Haus Kapellener Markt 8                     | Kapellen Kapellener Markt 8 Karte                      |              |         |                  | GE10060         |
| Haus Kapellener Markt 16                 | Haus Kapellener Markt 16                    | Kapellen Kapellener Markt 16 Karte                     |              |         |                  | GE10061         |
| weitere Bilder                           | Schloss Walbeck                             | Walbeck Am Schloß Walbeck 31 Karte                     |              |         |                  | GE10062         |
| BW                                       | Haus Antoniusstr. 19a                       | Pont Antoniusstraße 19a Karte                          |              |         |                  | GE10063         |
| BW                                       | Pfarrkirche Antonius                        | Pont Antoniusstraße 18 Karte                           |              |         |                  | GE10064         |
| BW                                       | Bonshof                                     | Pont Antoniusstraße 19 Karte                           |              |         |                  | GE10065         |
| BW                                       | Leupershof                                  | Pont Wendersstraße 13a Karte                           |              |         |                  | GE10066         |
| BW                                       | Heiligenhäuschen                            | Pont Ponter Dorfstraße Karte                           |              |         |                  | GE10067         |
| BW                                       | Wegkreuz                                    | Pont Venloer Straße Karte                              |              |         |                  | GE10068         |
| Haus Westwall 3                          | Haus Westwall 3                             | Geldern Westwall 3 Karte                               |              |         |                  | GE10069         |
| BW                                       | Mertenshof                                  | Kapellen Kiwittsweg 69 Karte                           |              |         |                  | GE10070         |
| Haus Kevelaerer Str. 2                   | Haus Kevelaerer Str. 2                      | Walbeck Kevelaerer Straße 2 Karte                      |              |         |                  | GE10071         |
| BW                                       | Haus Zitterhuck 21                          | Kapellen Zitterhuck 21 Karte                           |              |         |                  | GE10072         |
| Haus Bahnhofstr. 25 Villa Bösken         | Haus Bahnhofstr. 25 Villa Bösken            | Geldern Bahnhofstraße 25 Karte                         |              |         |                  | GE10073         |
| Haus Ostwall 1                           | Haus Ostwall 1                              | Geldern Ostwall 1 Karte                                |              |         |                  | GE10074         |
| Haus Nordwall 13                         | Haus Nordwall 13                            | Geldern Nordwall 13 Karte                              |              |         |                  | GE10075         |
| Haus Nordwall 15                         | Haus Nordwall 15                            | Geldern Nordwall 15 Karte                              |              |         |                  | GE10076         |
| BW                                       | Schule                                      | Geldern Boeckelter Weg 2 Karte                         |              |         |                  | GE1OO77         |
| Fabrikgebäude Ostwall 3-5                | Fabrikgebäude Ostwall 3-5                   | Geldern Ostwall 3, 5 Karte                             |              |         |                  | GE10078         |
| Haus Bahnhofstr. 36                      | Haus Bahnhofstr. 36                         | Geldern Bahnhofstraße 36 Karte                         |              |         |                  | GE10079         |
| Haus Bahnhofstr. 38                      | Haus Bahnhofstr. 38                         | Geldern Bahnhofstraße 38 Karte                         |              |         |                  | GE10080         |
| BW                                       | Brooterhorst                                | Geldern Baersdonk 90 Karte                             |              |         |                  | GE10081         |
| BW                                       | Haus Golten                                 | Pont Haus Golten 1 Karte                               |              |         |                  | GE10082         |
| Haus Westwall 53                         | Haus Westwall 53                            | Geldern Westwall 53 Karte                              |              |         |                  | GE10083         |
| Haus Brühlscher Weg 43                   | Haus Brühlscher Weg 43                      | Geldern Brühlscher Weg 43 Karte                        |              |         |                  | GE10084         |
| Kapelle: St. Lucia                       | Kapelle: St. Lucia                          | Walbeck Luciastraße 1 Karte                            |              |         |                  | GE10085         |
| Haus Brühlscher Weg 41                   | Haus Brühlscher Weg 41                      | Geldern Brühlscher Weg 41 Karte                        |              |         |                  | GE10086         |
| Haus Brühlscher Weg 45                   | Haus Brühlscher Weg 45                      | Geldern Brühlscher Weg 45 Karte                        |              |         |                  | GE10087         |
| BW                                       | Haus Schulstr. 6                            | Veert Schulstraße 6 Karte                              |              |         |                  | GE10088         |
| Haus Nordwall 53                         | Haus Nordwall 53                            | Geldern Nordwall 53 Karte                              |              |         |                  | GE10089         |
| Haus Kapellener Markt 5                  | Haus Kapellener Markt 5                     | Kapellen Kapellener Markt 5 Karte                      |              |         |                  | GE10090         |
| BW                                       | Haus Weseler Str. 28                        | Geldern Weseler Straße 28 Karte                        |              |         |                  | GE10091         |
| BW                                       | Haus Weseler Str. 33                        | Geldern Weseler Straße 33 Karte                        |              |         |                  | GE10092         |
| BW                                       | Haus Weseler Str. 30                        | Geldern Weseler Straße 30 Karte                        |              |         |                  | GE10093         |
| BW                                       | Haus Weseler Str. 32                        | Geldern Weseler Straße 32 Karte                        |              |         |                  | GE10094         |
| Haus Bahnhofstr. 13                      | Haus Bahnhofstr. 13                         | Geldern Bahnhofstraße 13 Karte                         |              |         |                  | GE10095         |
| Haus Nordwall 19                         | Haus Nordwall 19                            | Geldern Nordwall 19 Karte                              |              |         |                  | GE10096         |
| BW                                       | Haus Südwall 43                             | Geldern Südwall 43 Karte                               |              |         |                  | GE10097         |
| BW                                       | Haus Weseler Str. 63                        | Geldern Weseler Straße 156 Karte                       |              |         |                  | GE10098         |
| Haus Kapuzinerstr. 25                    | Haus Kapuzinerstr. 25                       | Geldern Kapuzinerstraße 25 Karte                       |              |         |                  | GE10099         |
| Haus Kapuzinerstr. 30                    | Haus Kapuzinerstr. 30                       | Geldern Kapuzinerstraße 30 Karte                       |              |         |                  | GE10100         |
| BW                                       | Haus Weseler Str. 35                        | Geldern Weseler Straße 35 Karte                        |              |         |                  | GE10101         |
| BW                                       | Schraetzkate                                | Kapellen Beerenbrouckstraße 46 Karte                   |              |         |                  | GE10102         |
| Haus Issumer Str. 44 – Almhütte          | Haus Issumer Str. 44 – Almhütte             | Geldern Issumer Straße 44 Karte                        |              |         |                  | GE10103         |
| Pastorat                                 | Pastorat                                    | Geldern Karmeliterstraße 12 Karte                      |              |         |                  | GE10104         |
| Haus Karmeliterstr. 1                    | Haus Karmeliterstr. 1                       | Geldern Karmeliterstraße 1 Karte                       |              |         |                  | GE10105         |
| BW                                       | Haus Aengenesch 30                          | Kapellen Aengenesch 30 Karte                           |              |         |                  | GE10106         |
| BW                                       | Hofanlage                                   | Kapellen Aengenesch 38 Karte                           |              |         |                  | GE10107         |
| BW                                       | Pfarrkirche St. Antonius                    | Vernum Hartefelder Dorfstraße 67 Karte                 |              |         |                  | GE10108         |
| BW                                       | Gildenkampkate                              | Kapellen Paßerweg 18, 20 Karte                         |              |         |                  | GE10109         |
| BW                                       | Saelhof                                     | Vernum Dypter Straße 14 Karte                          |              |         |                  | GE10110         |
| BW                                       | Jüttenhof                                   | Vernum Sittermansweg 7 Karte                           |              |         |                  | GE10111         |
| BW                                       | Bönningshof                                 | Vernum Sittermansweg 11 Karte                          |              |         |                  | GE10112         |
| BW                                       | Wimmershof                                  | Kapellen Bönninger Weg 6 Karte                         |              |         |                  | GE10113         |
| Haus Kapuzinerstr. 27                    | Haus Kapuzinerstr. 27                       | Geldern Kapuzinerstraße 27 Karte                       |              |         |                  | GE10114         |
| Haus Harttor 4                           | Haus Harttor 4                              | Geldern Harttor 4 Karte                                |              |         |                  | GE10115         |
| Haus Bahnhofstr. 27-29                   | Haus Bahnhofstr. 27-29                      | Geldern Bahnhofstraße 27, 29 Karte                     |              |         |                  | GE10116         |
| BW                                       | Kleinderhorsthof                            | Geldern Baersdonker Straße 76 Karte                    |              |         |                  | GE10117         |
| BW                                       | Schitgenshof                                | Kapellen Waltersheide 36 Karte                         |              |         |                  | GE10118         |
| BW                                       | Hennekenshof                                | Vernum Hartefelder Dorfstraße 95, 97 Karte             |              |         |                  | GE10119         |
| Haus Westwall 33                         | Haus Westwall 33                            | Geldern Westwall 33 Karte                              |              |         |                  | GE10120         |
| BW                                       | Kolkmannshof                                | Kapellen Weseler Straße 239 Karte                      |              |         |                  | GE10121         |
| BW                                       | Hacksteinhof                                | Kapellen Am Geisberg 14 Karte                          |              |         |                  | GE10122         |
| weitere Bilder                           | Friedhof, jüdischer                         | Geldern Boeckelter Weg Karte                           |              |         |                  | GE10123         |
| Haus Westwall 37                         | Haus Westwall 37                            | Geldern Westwall 37 Karte                              |              |         |                  | GE10124         |
| BW                                       | Haus Köln-Mindener-Bahn 2                   | Geldern Köln-Mindener-Bahn 2 Karte                     |              |         |                  | GE10125         |
| BW                                       | Haus Markt 20 – Remise                      | Geldern Markt 20 Karte                                 |              |         |                  | GE10126         |
| Haus Westwall 14                         | Haus Westwall 14                            | Geldern Westwall 14 Karte                              |              |         |                  | GE10127         |
| BW                                       | Kapelle: St. Josef                          | Walbeck Kastellweg Karte                               |              |         |                  | GE10128         |
| Altes Pastorat                           | Altes Pastorat                              | Walbeck Boursstraße 4 Karte                            |              |         |                  | GE10129         |
| Haus Westwall 39                         | Haus Westwall 39                            | Geldern Westwall 39 Karte                              |              |         |                  | GE10130         |
| Haus Westwall 41                         | Haus Westwall 41                            | Geldern Westwall 41 Karte                              |              |         |                  | GE10131         |
| Haus Westwall 43                         | Haus Westwall 43                            | Geldern Westwall 43 Karte                              |              |         |                  | GE10132         |
| Haus Westwall 51                         | Haus Westwall 51                            | Geldern Westwall 51 Karte                              |              |         |                  | GE10133         |
| Haus Westwall 69                         | Haus Westwall 69                            | Geldern Westwall 69 Karte                              |              |         |                  | GE10134         |
| Haus Westwall 71                         | Haus Westwall 71                            | Geldern Westwall 71 Karte                              |              |         |                  | GE10135         |
| Haus Westwall 73                         | Haus Westwall 73                            | Geldern Westwall 73 Karte                              |              |         |                  | GE10136         |
| Haus Westwall 24                         | Haus Westwall 24                            | Geldern Westwall 24 Karte                              |              |         |                  | GE10137         |
| Haus Westwall 26                         | Haus Westwall 26                            | Geldern Westwall 26 Karte                              |              |         |                  | GE10138         |
| BW                                       | Willicksche Mühle                           | Veert Kapellener Straße 108 Karte                      |              |         |                  | GE10139         |
| BW                                       | Heiligenhäuschen                            | Vernum Krefelder Straße Karte                          |              |         |                  | GE10140         |
| BW                                       | Heiligenhäuschen                            | Walbeck Straelener Straße Karte                        |              |         |                  | GE10141         |
| BW                                       | Ehrenmal                                    | Kapellen Aengenesch Karte                              |              |         |                  | GE10142         |
| BW                                       | Heiligenhäuschen                            | Veert Venloer Straße 10 Karte                          |              |         |                  | GE10143         |
| BW                                       | Heiligenhäuschen                            | Veert Kapellener Straße Karte                          |              |         |                  | GE10144         |
| BW                                       | Haus Veerter Dorfstr. 9                     | Veert Veerter Dorf Straße 9 Karte                      |              |         |                  | GE10145         |
| Haus Issumer Tor 24                      | Haus Issumer Tor 24                         | Geldern Issumer Tor 24 Karte                           |              |         |                  | GE10146         |
| Haus Nordwall 1                          | Haus Nordwall 1                             | Geldern Nordwall 1 Karte                               |              |         |                  | GE10147         |
| Haus Westwall 59                         | Haus Westwall 59                            | Geldern Westwall 59 Karte                              |              |         |                  | GE10148         |
| Haus Westwall 57                         | Haus Westwall 57                            | Geldern Westwall 57 Karte                              |              |         |                  | GE10149         |
| Haus Walbecker Str. 3-5                  | Haus Walbecker Str. 3-5                     | Walbeck Walbecker Straße 3, 5 Karte                    |              |         |                  | GE10150         |
| Haus Issumer Str. 4 – Wissmach           | Haus Issumer Str. 4 – Wissmach              | Geldern Issumer Straße 4 Karte                         |              |         |                  | GE10151         |
| BW                                       | Friedhof und Park                           | Geldern Am Liebfrauenpark Karte                        |              |         |                  | GE10152         |
| BW                                       | Kalvarienberg                               | Veert Schulstraße 1 Karte                              |              |         |                  | GE10153         |
| BW                                       | Grabkreuz von 1660                          | Veert Schulstraße 1 Karte                              |              |         |                  | GE10154         |
| BW                                       | Grabkreuz von 1734                          | Veert Schulstraße 1 Karte                              |              |         |                  | GE10155         |
| BW                                       | Grabkreuz                                   | Veert Schulstraße 1 Karte                              |              |         |                  | GE10156         |
| BW                                       | Haus Issumer Str. 13 – Parfümerie Pieper    | Geldern Issumer Straße 13 Karte                        |              |         |                  | GE10157         |
| Haus Nordwall 51 – Amtsgericht           | Haus Nordwall 51 – Amtsgericht              | Geldern Nordwall 51 Karte                              |              |         |                  | GE10158         |
| BW                                       | Friedhof Hartefeld                          | Vernum Friedhofstraße Karte                            |              |         |                  | GE10159         |
| BW                                       | Haus Issumer Str. 23 – Blumen Risse         | Geldern Issumer Straße 23 Karte                        |              |         |                  | GE10160         |
| Haus Issumer Str. 62                     | Haus Issumer Str. 62                        | Geldern Issumer Straße 62 Karte                        |              |         |                  | GE10161         |
| Mosaik Michael-Schule                    | Mosaik Michael-Schule                       | Geldern Hülser-Kloster-Straße 21, 23, 25, 27, 29 Karte |              |         |                  | GE10162         |
| BW                                       | Sgraffito von Reul                          | Geldern Lindenallee 17, 19 Karte                       |              |         |                  | GE10163         |
| Kachelmosaik Reul                        | Kachelmosaik Reul                           | Geldern Ostwall 38 Karte                               |              |         |                  | GE10164         |
| BW                                       | Ponter Drachenstich                         | Pont Ponter Dorfstraße 27 Karte                        |              |         |                  | GE10165         |
| Refektorium                              | Refektorium                                 | Geldern Ostwall 16 Karte                               |              |         |                  | GE10166         |
| BW                                       | Buchshof                                    | Walbeck Am Schloß Walbeck 41 Karte                     |              |         |                  | GE10167         |
| BW                                       | Friedhofskapelle                            | Geldern Am Ölberg Karte                                |              |         |                  | GE10168         |
| BW                                       | Kapellchen: Salvator                        | Vernum Poelycker Weg Karte                             |              |         |                  | GE10169         |
| BW                                       | Kapellchen: Anton                           | Kapellen Aengenesch Karte                              |              |         |                  | GE10170         |
| BW                                       | Kapellchen: Anna                            | Vernum Poelycker Weg Karte                             |              |         |                  | GE10171         |
| BW                                       | Kölner Heiligenhaus                         | Veert Heideweg Karte                                   |              |         |                  | GE10172         |
| BW                                       | Heiligenhäuschen                            | Kapellen Am Geisberg Karte                             |              |         |                  | GE10173         |
| BW                                       | Heiligenhäuschen                            | Veert Klever Straße Karte                              |              |         |                  | GE10174         |
| BW                                       | Heiligenhäuschen                            | Kapellen Am Mühlenwasser Karte                         |              |         |                  | GE10175         |
| BW                                       | Hartmenshof                                 | Vernum Vernumer Straße 156 Karte                       |              |         |                  | GE10176         |
| BW                                       | Ravenshof                                   | Vernum Ravensweg 5 Karte                               |              |         |                  | GE1O177         |
| BW                                       | Passhof                                     | Kapellen Paßerweg 10 Karte                             |              |         |                  | GE10178         |
| BW                                       | Hülshof                                     | Vernum Kölner Straße 114 Karte                         |              |         |                  | GE10179         |
| BW                                       | Poelmanshof                                 | Vernum Meiersteg 4 Karte                               |              |         |                  | GE10180         |
| BW                                       | Groetelaers – Bauernhaus                    | Vernum Duisburger Straße 72 Karte                      |              |         |                  | GE10181         |
| BW                                       | Haus Geurdenweg 21                          | Veert Geurdenweg 21 Karte                              |              |         |                  | GE10182         |
| BW                                       | Haus in der Veenhey 12                      | Vernum In der Veenhey 12 Karte                         |              |         |                  | GE10183         |
| BW                                       | Forsthaus                                   | Kapellen Finkenhorster Weg 9 Karte                     |              |         |                  | GE10184         |
| Haus Westwall 55                         | Haus Westwall 55                            | Geldern Westwall 55 Karte                              |              |         |                  | GE10185         |
| Haus Westwall 61                         | Haus Westwall 61                            | Geldern Westwall 61 Karte                              |              |         |                  | GE10186         |
| Haus Kapuzinerstr. 62                    | Haus Kapuzinerstr. 62                       | Geldern Kapuzinerstraße 62 Karte                       |              |         |                  | GE1O187         |
| Haus Kapuzinerstr. 60                    | Haus Kapuzinerstr. 60                       | Geldern Kapuzinerstraße 60 Karte                       |              |         |                  | GE10188         |
| Kreuzigungsgruppe                        | Kreuzigungsgruppe                           | Walbeck Kevelaerer Straße Karte                        |              |         |                  | GE10189         |
| BW                                       | Hofanlage                                   | Veert Stellenweg 2 Karte                               |              |         |                  | GE10190         |
| Haus Walbecker Markt 9                   | Haus Walbecker Markt 9                      | Walbeck Walbecker Markt 9 Karte                        |              |         |                  | GE10191         |
| Haus Ostwall 59                          | Haus Ostwall 59                             | Geldern Ostwall 59 Karte                               |              |         |                  | GE10192         |
| Haus Ostwall 32                          | Haus Ostwall 32                             | Geldern Ostwall 32 Karte                               |              |         |                  | GE10193         |
| BW                                       | Haus Lange Str. 6                           | Kapellen Lange Straße 2, 4 Karte                       |              |         |                  | GE10194         |
| Haus Lange Str. 6                        | Haus Lange Str. 6                           | Kapellen Lange Straße 6 Karte                          |              |         |                  | GE10195         |
| BW                                       | Molkerei Lüllingen                          | Walbeck Genieler Straße 1 Karte                        |              |         |                  | GE10196         |
| BW                                       | Haus Weseler Str. 20                        | Geldern Weseler Straße 20 Karte                        |              |         |                  | GE10197         |
| BW                                       | Haus Hochstr. 8-10                          | Walbeck Hochstraße 8, 10 Karte                         |              |         |                  | GE10198         |
| BW                                       | Haus Issumer Str. 8 – Mobilcom              | Geldern Issumer Straße 8 Karte                         |              |         |                  | GE10199         |
| Haus Bergsteg 1                          | Haus Bergsteg 1                             | Walbeck Bergsteg 1 Karte                               |              |         |                  | GE10200         |
| Haus Deckers                             | Haus Deckers                                | Walbeck Walbecker Markt 1 Karte                        |              |         |                  | GE10201         |
| BW                                       | Nobiskate                                   | Veert Nobispfad 19 Karte                               |              |         |                  | GE10202         |
| Haus Luciastr. 10                        | Haus Luciastr. 10                           | Walbeck Luciastraße 10 Karte                           |              |         |                  | GE10203         |
| BW                                       | Haus Hochstr. 5                             | Walbeck Hochstraße 5 Karte                             |              |         |                  | GE10204         |
| BW                                       | Haus Bartelter Weg 45                       | Kapellen Bartelter Weg 45 Karte                        |              |         |                  | GE10205         |
| BW                                       | Bosserhof                                   | Walbeck An der Fossa 22 Karte                          |              |         |                  | GE10206         |
| BW                                       | Schule                                      | Walbeck Rochusweg 4, 6 Karte                           |              |         |                  | GE10207         |
| Haus Walbecker Str. 25                   | Haus Walbecker Str. 25                      | Walbeck Walbecker Straße 25 Karte                      |              |         |                  | GE10208         |
| Haus Walbecker Str. 13                   | Haus Walbecker Str. 13                      | Walbeck Walbecker Straße 13 i Karte                    |              |         |                  | GE10209         |
| BW                                       | Kapellchen: Michael                         | Vernum Duisburger Straße Karte                         |              |         |                  | GE10210         |
| Neesenhof                                | Neesenhof                                   | Walbeck Neesenweg 40 Karte                             |              |         |                  | GE10211         |
| BW                                       | Coolshof                                    | Walbeck Ringweg 100 Karte                              |              |         |                  | GE10212         |
| Haus Issumer Str. 38 – Coffee Connection | Haus Issumer Str. 38 – Coffee Connection    | Geldern Issumer Straße 38 Karte                        |              |         |                  | GE10213         |
| BW                                       | Hesekerhof                                  | Walbeck Heesekerweg 15 Karte                           |              |         |                  | GE10214         |
| BW                                       | Wohn-Stallhaus Ringweg 50                   | Walbeck Ringweg 50 Karte                               |              |         |                  | GE10215         |
| BW                                       | Kaiserhof                                   | Veert Klever Straße 160 Karte                          |              |         |                  | GE10216         |
| Haus Kapuzinerstr. 38                    | Haus Kapuzinerstr. 38                       | Geldern Kapuzinerstraße 38 Karte                       |              |         |                  | GE10217         |
| Haus Issumer Tor 8                       | Haus Issumer Tor 8                          | Geldern Issumer Tor 8 Karte                            |              |         |                  | GE10218         |
| Haus Ostwall 13                          | Haus Ostwall 13                             | Geldern Ostwall 13 Karte                               |              |         |                  | GE10219         |
| BW                                       | Heiligenhäuschen                            | Kapellen Zitterhuck 3 Karte                            |              |         |                  | GE10220         |
| Haus Nordwall 65                         | Haus Nordwall 65                            | Geldern Nordwall 65 Karte                              |              |         |                  | GE10221         |
| Haus Ostwall 63                          | Haus Ostwall 63                             | Geldern Ostwall 63 Karte                               |              |         |                  | GE10222         |
| BW                                       | Haus Markt 26 – Kleinbielen                 | Geldern Markt 26 Karte                                 |              |         |                  | GE10223         |
| BW                                       | Haus Issumer Str. 3                         | Geldern Issumer Straße 3 Karte                         |              |         |                  | GE10224         |
| BW                                       | Haus Issumer Str. 10 – Tchibo+Engbers       | Geldern Issumer Straße 10 Karte                        |              |         |                  | GE10225         |
| Haus Issumer Str. 40 – Friends           | Haus Issumer Str. 40 – Friends              | Geldern Issumer Straße 40 Karte                        |              |         |                  | GE10226         |
| Haus Issumer Sir. 42                     | Haus Issumer Sir. 42                        | Geldern Issumer Straße 42 Karte                        |              |         |                  | GE10227         |
| Haus Lange Str. 21                       | Haus Lange Str. 21                          | Kapellen Lange Straße 21 Karte                         |              |         |                  | GE10228         |
| BW                                       | Wegekreuz                                   | Geldern Am Friedhof 4 Karte                            |              |         |                  | GE10229         |
| BW                                       | Hofanlage Venloer Str. 119                  | Pont Venloer Straße 119 Karte                          |              |         |                  | GE10230         |
| BW                                       | Haus Veerter Dorfstr. 10                    | Veert Veerter Dorfstraße 10 Karte                      |              |         |                  | GE10231         |
| BW                                       | Haus An der Insel 1                         | Geldern An der Insel 1 Karte                           |              |         |                  | GE10232         |
| BW                                       | Haus Bartelter Weg 26                       | Kapellen Bartelter Weg 26 Karte                        |              |         |                  | GE10233         |
| BW                                       | St.-Adelheid-Kirche                         | Geldern Boeckelter Weg 11 Karte                        |              |         |                  | GE10234         |
| Haus Egmondstr. 8                        | Haus Egmondstr. 8                           | Geldern Egmondstraße 8 Karte                           |              |         |                  | GE10235         |
| Haus Egmondstr. 10                       | Haus Egmondstr. 10                          | Geldern Egmondstraße 10 Karte                          |              |         |                  | GE10236         |
| Haus Egmondstr. 12                       | Haus Egmondstr. 12                          | Geldern Egmondstraße 12 Karte                          |              |         |                  | GE10237         |
| BW                                       | Haus Herzogstr. 4                           | Geldern Herzogstraße 4 Karte                           |              |         |                  | GE10238         |
| Haus Herzogstr. 6                        | Haus Herzogstr. 6                           | Geldern Herzogstraße 6 Karte                           |              |         |                  | GE10239         |
| Haus Herzogstr. 8                        | Haus Herzogstr. 8                           | Geldern Herzogstraße 8 Karte                           |              |         |                  | GE10240         |
| BW                                       | Rochuskapelle                               | Walbeck An de Klus 41 Karte                            |              |         |                  | GE10241         |
| BW                                       | Haus Rochusweg 8                            | Geldern Rochusweg 8 Karte                              |              |         |                  | GE10242         |
| BW                                       | Haus Rochusweg 8a                           | Geldern Rochusweg 8a Karte                             |              |         |                  | GE10243         |
| BW                                       | Haus Markt 10 – Fassade                     | Geldern Markt 10 Karte                                 |              |         |                  | GE10244         |
| BW                                       | Kapellchen Antonius                         | Vernum Neuhausweg Karte                                |              |         |                  | GE10245         |
| BW                                       | Veerter Pastorat                            | Veert Kirchstraße 9 Karte                              |              |         |                  | GE10246         |